# Mésofaune

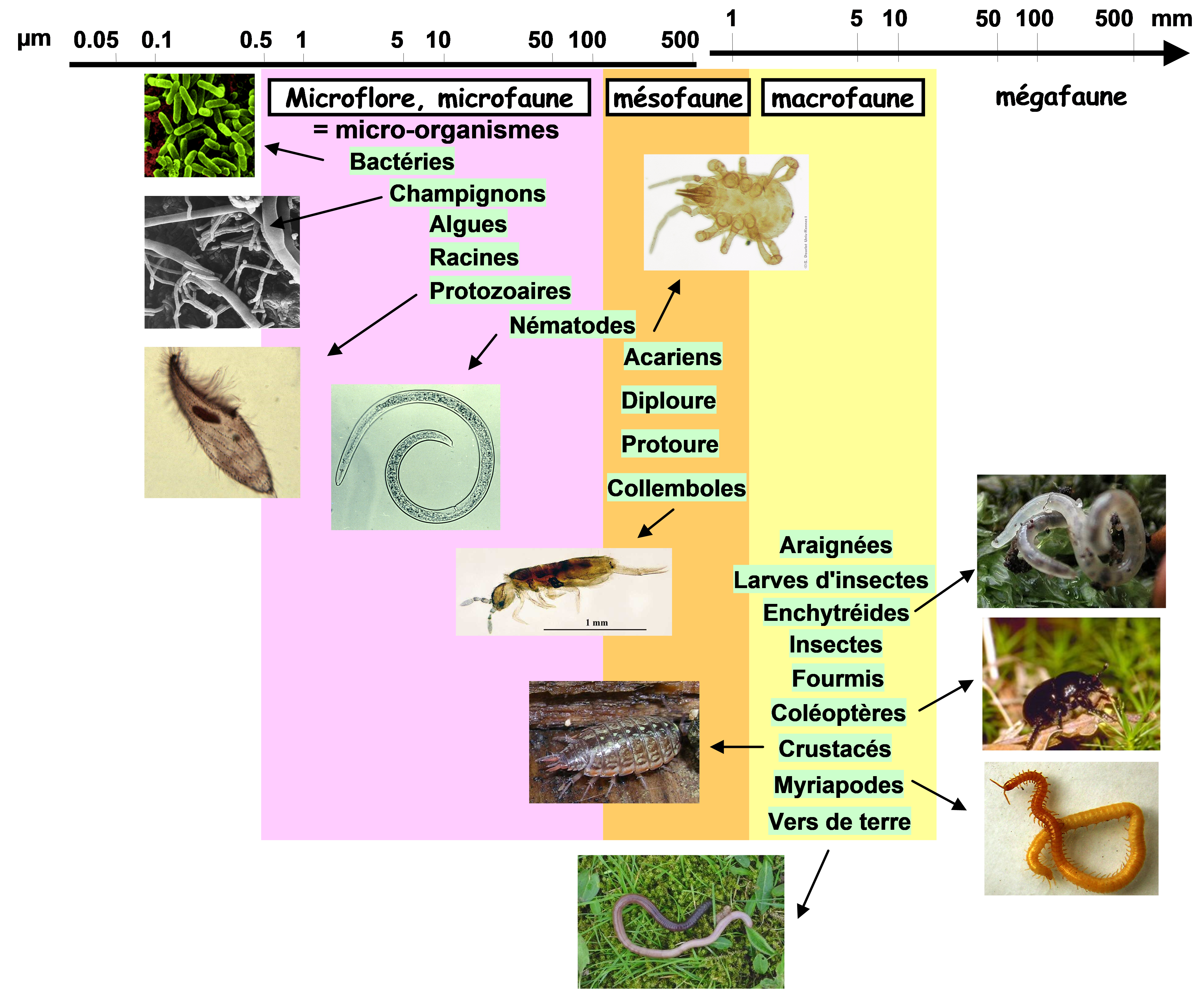
Taille et diversité des organismes du sol.

La mésofaune est un compartiment de la faune de taille intermédiaire entre la microfaune et la macrofaune.
Le terme est une association du grec mesos, signifiant « médian » ou « au milieu », et du latin scientifique fauna.
La mésofaune désigne l'ensemble des petits animaux dont la taille est comprise entre 0,2 et 4 mm (visible à la loupe) présents dans un espace donné.
Elle est majoritairement constituée d’acariens, de collemboles, et d’autres arthropodes. Leur rôle est la consommation de la litière par fragmentation (rupture des parois/cuticules/exosquelettes) permettant une augmentation de la surface d’échange, l’humidification et la modification de pH.